# Birnie
Birnie è un piccolo atollo disabitato dell'Oceano Pacifico situato nell'arcipelago delle Isole della Fenice ed appartenente alla Repubblica di Kiribati.
Possiede una superficie di 0,72 km² ed è l'isola più piccola dell'arcipelago.

## Flora e Fauna
L'isola è sprovvista di alberi, la vegetazione è composta da arbusti ed erba. Nella parte meridionale dell'isola è presente una piccola laguna, quasi prosciugata.
Grazie alla mancanza dell'elemento umano l'isola è divenuta un luogo di raccolta per molte specie di uccelli marini, tanto da essere proclamata area protetta nel 1975. La superficie dell'isola è infestata dalla presenza dei ratti del Pacifico.

## Storia
L'isola fu scoperta nel 1823 dall'equipaggio della nave baleniera inglese Sydney Packet, il capitano le diede il nome del proprietario dell'impresa a cui apparteneva l'imbarcazione.
Nel 1860 gli Stati Uniti reclamarono la sovranità dell'isola in base alle clausole del Guano Islands Act, una legge promulgata dal Congresso che permetteva agli imprenditori americani di reclamare il possesso delle isole sulle quali erano presenti depositi di guano.
Nel luglio del 1889 l'isola fu dichiarata protettorato britannico ma non fu fatto nessun tentativo di insediarvi una colonia. 
Nel 1899 fu data in affitto alla Compagnia delle Isole del Pacifico. 
Nel 1916 fu un certo capitano Allen, della Samoan Shipping and Trading Company ad aggiudicarsi l'affitto dell'atollo, assieme ad altre isole, per un periodo di 87 anni; in seguito subentrò la Burns Philp Company. In tutto questo periodo non risultano svolte operazioni di ricerca e trasporto di guano dall'isola e nessun uomo è stato impiegato in tali mansioni.
Birnie divenne parte della colonia britannica delle Isole Gilbert ed Ellice nel 1937. Nel 1979 passò sotto il controllo della neonata Repubblica di Kiribati.
Attualmente l'isola resta disabitata e viene visitata raramente esclusivamente per scopi scientifici.

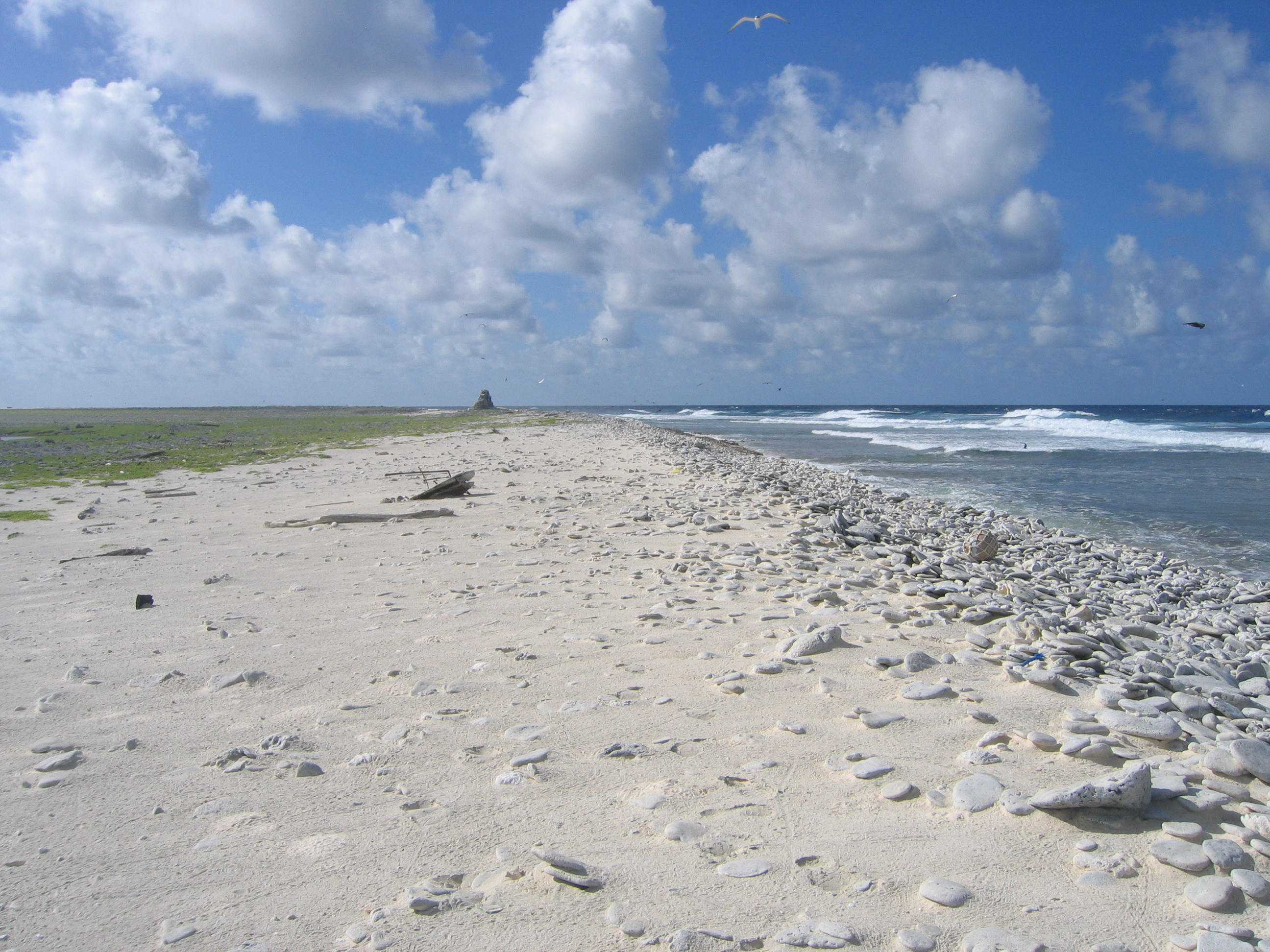
La spiaggia dell'isola Birnie
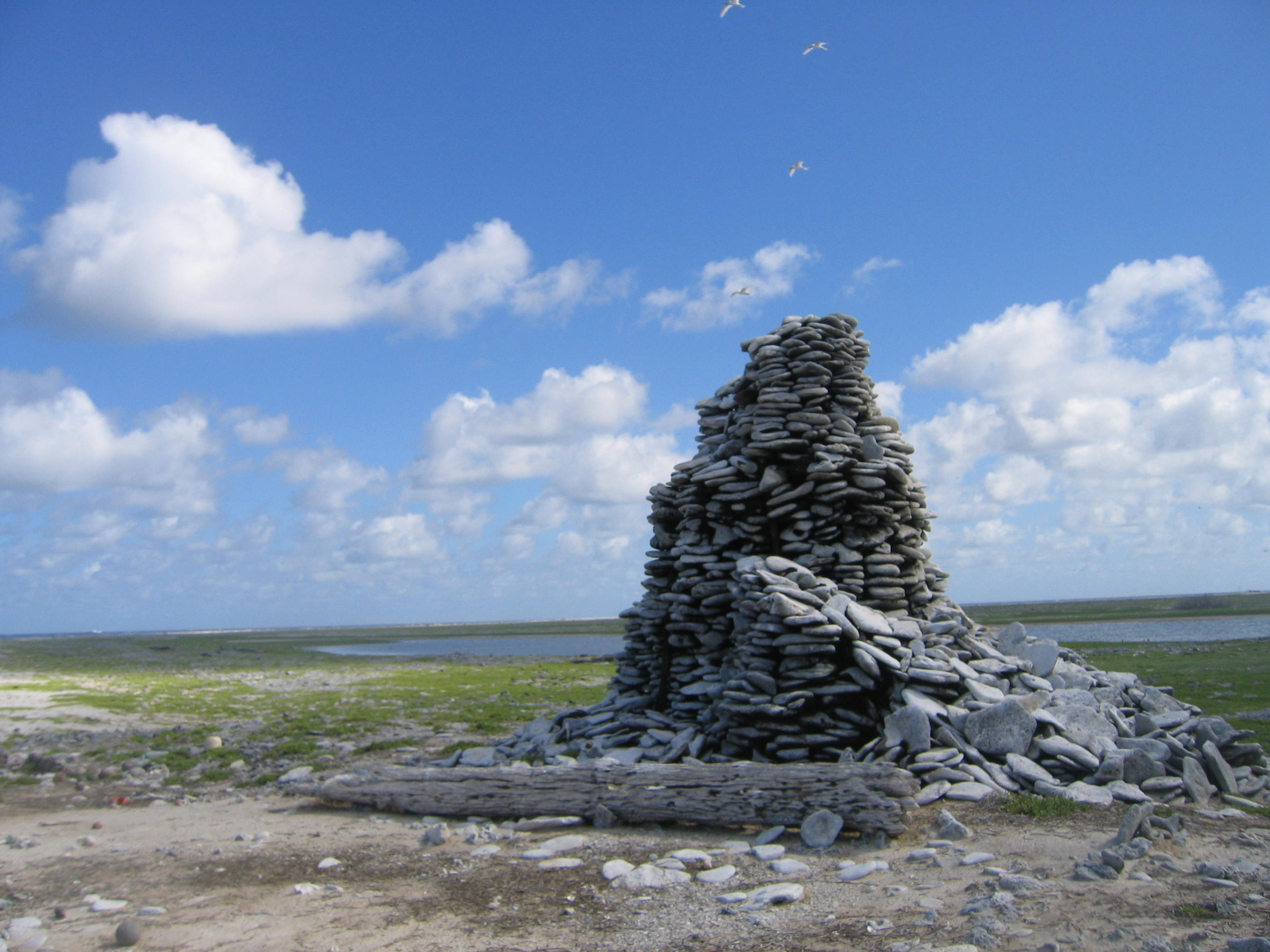
Il faro dell'isola con la laguna sulla sfondo
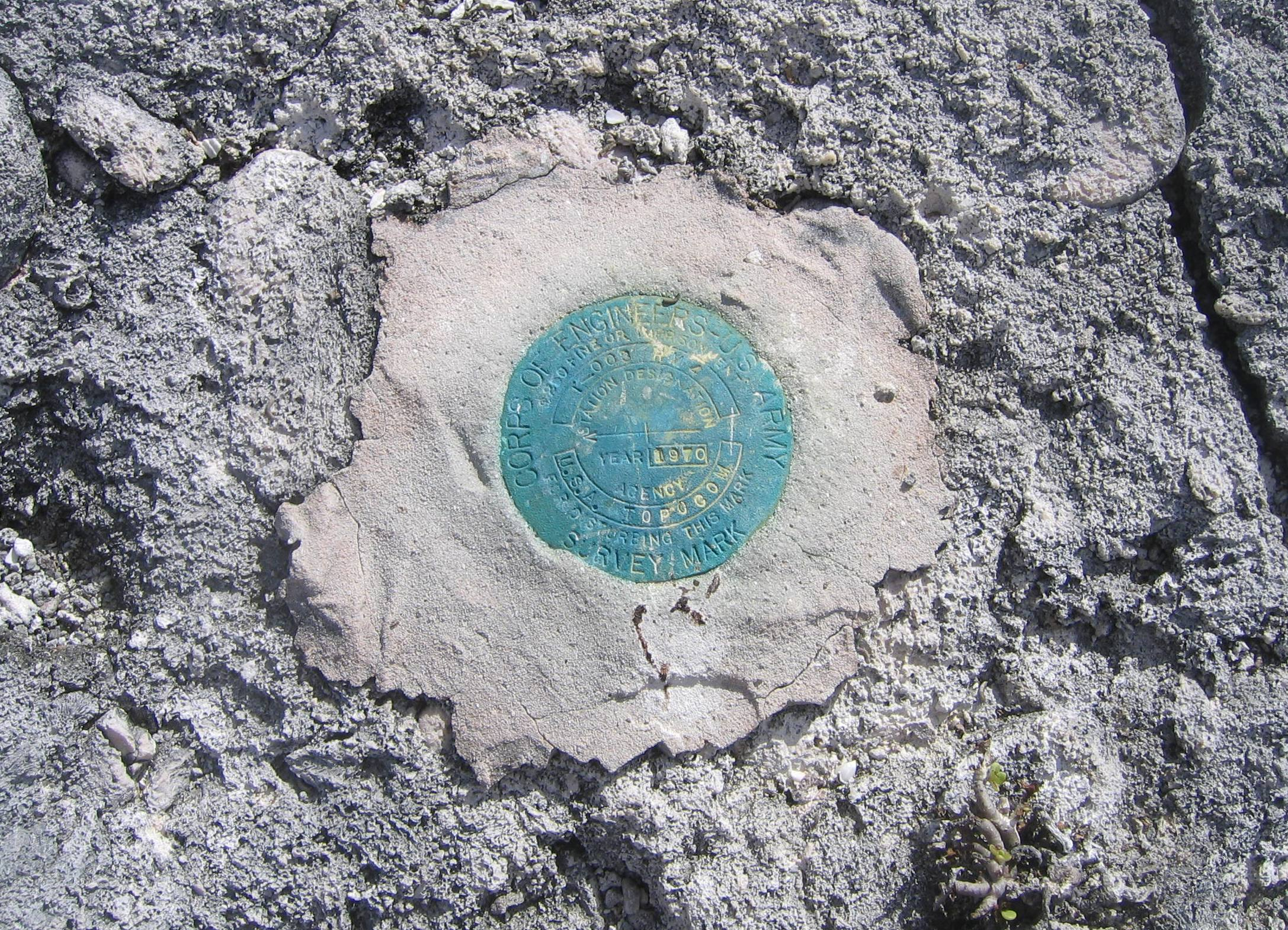
Survey Mark impresso dal corpo degli ingegneri della marina americana